# TARGIT Business Intelligence
TARGIT A/S en en dansk Business Intelligence-virksomhed med hovedkvarter i Aalborg, Nordjylland, Danmark og med datterselskab, TARGIT US Inc., i Tampa, Florida, USA. TARGIT er Danmarks største udvikler af Business Intelligence, og er den førende forhandler af forretningssoftware i Danmark.

## Historie
TARGIT blev grundlagt i 1986 med CEO Morten Sandlykke som en af grundlæggerne. TARGIT startede som et softwarefirma, der tilbød løsninger til olie- og detailindustrien, men tilpassede forretningen for at imødekomme et behov for værktøjer til analysebehandling.
Morten Middelfart, Ph.d., blev udviklingsdirektør hos TARGIT i forbindelse med opkøbet af hans virksomhed Morton Systems i 1996. Herefter begyndte TARGIT at udvikle et business intelligence-værktøj. Virksomhed blev reorganiseret i oktober 2000; TARGIT A/S blev den business intelligence-virksomhed, det er i dag og markedsfører kun business intelligence-løsningen; TARGIT Decision Suite. Ifølge det uafhængige it-analysefirma Gartner, er TARGIT en af de BI-platforme, hvis vision indeholder forbrugerisme af BI. Såvel TARGIT's Apple iOS mobilversion som dets TARGIT PI (personal intelligence) tilbud er eksempler herpå. Sidstnævnte tillader brugere at uploade og dele deres rå datafiler og opnå overblik og indsigt via visualisering og navigation, men på et begrænset niveau.
TARGIT er certificeret Microsoft-partner.

## Kerneprodukt
Den første version af TARGIT Business Intelligence-teknologien blev lanceret i 1996.
For at TARGIT fungerer optimalt, skal det bruge et data warehouse med definerede dimensioner og såkaldte measures. Ifølge Gartners undersøgelse, er det mindre end 5 % af de adspurgte, der ikke har et data warehouse. Dette styrker TARGITs niche-markedssegment – og der er forholdsvis få, mindre virksomheder med højtudviklede data warehouses.

## Organisation
Ud over hovedkontoret i Danmark og datterselskabet i USA, har TARGIT distributører over hele verden. TARGIT har kontorer i Australien, Benelux, Brasilien, DACH, Grækenland, Ungarn, Italien, Malaysia, Nordtyskland, Polen, Spanien, og Storbritannien.[kilde mangler]